# 尾羽假毛蕨
尾羽假毛蕨（学名：Pseudocyclosorus caudipinnus）为金星蕨科假毛蕨属下的一个种。

## 扩展阅读
維基物種上的相關：尾羽假毛蕨